# Cooccurrence
La cooccurrence est la présence simultanée de mots ou autres unités linguistiques dans un contexte textuel (par exemple le paragraphe) ou un énoncé.
La linguistique et particulièrement l'analyse du discours s'intéressent à la cooccurrence des mots dans les textes, avec l'hypothèse que lorsque deux mots apparaissent ensemble, ils s'éclairent l'un l'autre de quelques manières (d'un point de vue sémantique, d'un point de vue grammatical, d'un point de vue idiomatique).
Un concept proche est la collocation, qui est une forme d'expression idiomatique causée par une cooccurrence systématique et semi-figée en langue.
Au-delà de son utilisation en linguistique, le concept de cooccurrence peut également être appliqué dans des domaines tels que la géographie et l’histoire pour décrire des phénomènes qui se produisent simultanément dans l’espace ou dans le temps.

## Éléments de définition
Le mot « cooccurrence » peut avoir plusieurs sens.
Pour le Larousse, il s'agit de l'apparition dans un même énoncé de plusieurs éléments linguistiques, et de la relation entre ces éléments. Dans la phrase Le chien mange, chien est en relation de cooccurrence avec le et mange. La co-présence de ces deux mots et leur association construit le sens de la phrase.
De manière générale, il peut s'agir de la présence simultanée de deux ou de plusieurs mots (ou autres unités linguistiques) dans un même énoncé (phrase, paragraphe, extrait en langage naturel) ou dans une base de données, quand ces mots non-nécessairement liés par des relations formelles ou syntaxiques (syntagmes figés, expressions, collocations), par synonymie, antonymie ou contenance (hyperonymie ou méronymie) possèdent cependant un quelconque lien linguistique.
Pour le géographe ou le biogéographe, la cooccurrence est « le fait que des objets ou des individus qui se ressemblent sont en contacts ou proches. Elle s'oppose à une répartition aléatoire des observations, montrant que l'espace n'est pas isotrope ».
Les mots « cooccurrents » ne sont pas nécessairement liés par des relations formelles ou syntaxiques (syntagmes figés, expressions, collocations), par synonymie, antonymie ou contenance (hyperonymie ou méronymie) mais possèdent cependant forcément un quelconque lien linguistique.
Lorsque les deux mots - ou autres unités linguistiques - ont un rapport sémantique proche ou lointain, la notion de cooccurrence est à la base de celle de thématique, champ lexical ou isotopie.

## Enjeux, utilisations
Cette notion est utilisée dans des domaines aussi variés que
- la sémantique, mais aussi :
- la linguistique, (étude du phrasé, des corpus linguistiques et lexicaux, instrumentation du discours, codes sociaux dans le discours, etc.)[5],[6] ;
- l'histoire (co-présence temporelle, spatiotemporelle ou évènementielle[7]) ;
- la géographie (mesure d'autocorrélation spatiale ou spatiotemporelle, de ségrégation sociospatiale[4]...) ;
- le Droit (aide à l'analyse de rigueur ou pertinence de textes juridiques par l'association de termes appropriés[8].) ;
- les mathématiques (graphes de similitude, matrices de cooccurrences, métriques non euclidiennes [9]...) ;
- les statistiques (utilisation du clustering et des probabilités conditionnelles[10]... ;
- sociologie (comportements types, effet de communautés[11]...) ;
- les approches computationnelle (informatique, qui l'utilise par exemple pour la création de thésaurus documentaire[12], l'extraction de mots-clé[13], ou encore pour l'analyse des régularités et associations dans les textes[14],[15]...) ;
- la philosophie [16].

## Détection, analyse textuelle

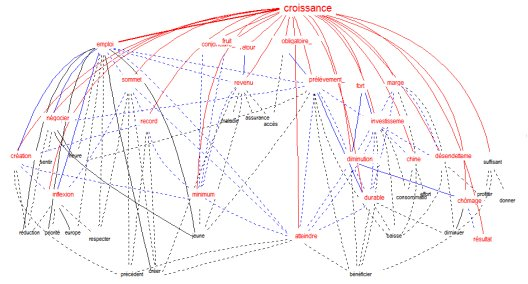
Graphe de cooccurrences (Hyperbase 9.0-2014).

Lorsque les deux mots - ou autres unités linguistiques - ont un rapport sémantique proche ou lointain, la notion de cooccurrence est à la base de celle de thématique, champ lexical ou isotopie.
L'analyse de données textuelles insiste sur les relations statistiques que les deux cooccurrents doivent entretenir, et a proposé de nombreux indices pour calculer pertinemment l'attraction constatée. La cooccurrence devient alors la co-présence statistiquement significative de deux ou plusieurs unités dans la même fenêtre contextuelle.
Des logiciels de détection automatique d'idiomes et autres cooccurrences existent ; ce sont des logiciels de lexicométrie, textométrie, logométrie proposant de nombreuses représentations des cooccurrences dans des corpus textuels étiquetés ou de simples textes (ils extraient les cooccurrences sous forme de listes simples, de graphiques, de réseaux ou networks).

### Notions proches
- collocation ;
- coprésence ;
- Coréférence
- corrélation ;
- concomitance...